# Lichenostigma cosmopolites
Lichenostigma cosmopolites är en lavart som beskrevs av Joseph Hafellner och Vicent Calatayud. 
Lichenostigma cosmopolites ingår i släktet Lichenostigma och familjen Lichenotheliaceae. Arten är reproducerande i Sverige.